# Секст Кокцей Севериан Гонорин
Секст Кокцей Севериан Гонорин (лат. Sextus Cocceius Severianus Honorinus) — римский политический деятель середины II века.
О происхождении Гонорина нет никаких сведений. По всей видимости, его род был сенаторским. В 147 году он занимал должность консула-суффекта. В 162/163 году Гонорин находился на посту проконсула провинции Африка. Легатом при нём был его сын Гонорин. Писатель Апулей, происходивший из Африки, в своих Флоридах восторженно упоминает о Сексте и его сыне:
«Ни к одному из проконсулов, насколько мне известно, не было у провинции Африки чувство почтения сильнее, робости — слабее; ни в один год, кроме твоего, не был стыд более серьезным препятствием на пути к преступлению, чем страх. Никто другой, облеченный такою же властью, не приходил чаще на помощь, не наводил реже ужас, никто не привозил с собой сына, до такой степени подобного в добродетелях отцу».